# Ryoji Noyori
Ryoji Noyori (野依良治, Noyori Ryōji) (Kobe, 3 september 1938) is een Japans scheikundige en Nobelprijswinnaar. In 2001 won hij samen met William Standish Knowles de Nobelprijs voor de Scheikunde voor hun verrichtingen op het gebied van chiraal gekatalyseerde hydrogeneringsreacties. De twee moesten de prijs delen met Karl Barry Sharpless, die de prijs kreeg voor een ander onderzoek.

## Biografie
Noyori werd geboren in Kobe als zoon van Kaneki en Suzuko Noyori. Al op zijn twaalfde raakte hij geobsedeerd door scheikunde toen hij een presentatie over nylon hoorde. Hij werd student aan de Universiteit van Kioto. Na zijn studie werkte hij als instructeur in de onderzoeksgroep van Hotosi Nozaki, alvorens een baan als tijdelijk professor te krijgen aan de Nagoya-universiteit. Na postdoctoraal werk met Elias J. Corey aan de Harvard-universiteit, keerde Noyori in 1972 terug naar Nagoya om daar een baan te nemen als fulltime professor.
Noyori werd in 2003  president van RIKEN aan de Nagoya-universiteit. Hij was van 2006 tot en met 2008 tevens voorzitter van de the Education Rebuilding Council, die werd opgezet door de Japanse premier Shinzo Abe nadat hij in 2006 aan de macht kwam. In 2005 kreeg Noyori een eredoctoraat van de Technische Universiteit München en RWTH Aken. In 2009 ontving Noyori de Gouden Lomonosov-medaille van de Russische Academie van Wetenschappen.

## Werk
Voortbordurend op het werk van Knowles breidde Noyori het arsenaal van chirale katalysatoren enorm uit. In plaats van een rodiumcomplex die Knowles had gebruikt experimenteerde hij met verscheidene overgangsmetalen. Het beste resultaat verkreeg hij met ruthenium. De door hem op basis van dit metaal ontwikkelde katalysatoren bleken breed toepasbaar te zijn voor de productie van een groot aantal chemische stoffen.

## Publicaties
- Organic synthesis in Japan: past, present, and future: in commemoration of the 50th anniversary of the Society of Synthetic Organic Chemistry, Japan / editor in chief, Ryoji Noyori (1992)
- Asymmetric catalysis in organic synthesis (1994, ISBN 978-0471572671)